# Santa Teresa CD (női csapat)
A Santa Teresa Club Deportivo Badajoz és Extremadura ezidáig egyetlen élvonalbeli női labdarúgó csapata volt. 2023-ban a klub támogatottság hiánya végett megszűnt.

## Klubtörténet
Megalakulásuk után Extremadura regionális ligájában kezdték meg szereplésüket. 2011-ben bajnokként jutottak fel a Segunda División küzdelmeibe, majd három szezont követően a rájátszásban kerekedtek felül a Sporting Plaza de Argel együttesén, kiérdemelve az első osztályú részvételt.
A 2014–15-ös szezonban a liga egyik meglepetés csapataként a kilencedik helyen végeztek. A következő évadban 11., majd újfent a 9. pozíciót bérelték ki maguknak 2017-ben, köszönhetően leginkább hazai jó szerepléseiknek. 2017–18-ban azonban megszakadt elismerésre méltó sorozatuk és búcsúzni kényszerültek.
A másodosztályban 23 győzelem és 3 döntetlen juttatta őket a rájátszásba, de a Tacón jobbnak bizonyult a vörös-fehéreknél. A koronavírus által félbeszakított 2019–20-as bajnokság déli csoportját megnyerve került fel ismét a legjobbak közé, de a csapat az utolsó helyen végzett a 2020–21-es évadban. A kiesés után a klub vezetősége nem tudta biztosítani a megfelelő munkakörülményeket és a csapat játékosainak a 90%-a távozását kérvényezte.
A 2021–22-es másodosztályú idényben a megújult csapat győzelemmel kezdte a szezont, azonban a szervezettség hiánya egyre jobban láthatóvá vált és az eredmények is egyre rosszabbak lettek. A rájátszásba épphogy bekerülő csapat nem tudta megőrizni tagságát és a harmadik vonalba esett vissza. Ekkorra a komoly anyagi problémák, a fizetések elmaradása miatt sem a vezetőség, sem a játékosok nem jelentek meg a bajnoki mérkőzéseken, ami a Spanyol Labdarúgó-szövetség általi kizáráshoz vezetett.
A negyedosztályban a kilencedik helyen végeztek a hölgyek, a súlyos problémák azonban felőrölték a csapat működését és 2023. május 14-én az együttes bejelentette megszűnését.

## Sikerlista
- Spanyol másodosztályú bajnok (3): 2013–14, 2018–19, 2019–20
- Spanyol harmadosztályú bajnok (1): 2010–11

## Korábbi híres játékosok
| - Marina Agoues - Yolanda Aguirre - Raquel Ayuso - Marisa Garcia - Mireya García - Patricia Larqué - Paula León - Estefanía Lima - Belén Martínez - Patricia Mascaró - Alba Mellado - Carmen Menayo - Alba Merino - Blanca Moreno - Peke Barea - Nerea Pérez - Raquel Poza - Ariadna Rovirola - Alba Zafra | - Caeley Lordemann - Caroline Van Slambrouck - Amanda Visco - Ayelén Acuña - Yamila Rodríguez - Kenni Thompson - Lixy Rodriguez - Nayadet López - Yipsy Ojeda - Fernanda Pinilla - Sini Laaksonen - Shauna Peare - Adriana Ojeda - Émmeline Mainguy - Mariana Díaz Leal - Karla Riley - Esperanza Pizarro |